# Mónica Frías
Mónica Frías, es el nombre artístico de una destacada bailarina de tango argentina. Artísticamente fue conocida por la pareja de baile Mónica y Luciano Frías, formada con su esposo. Fue conocida mundialmente por integrar los elencos de los espectáculos Tango Argentino, estrenado en 1983, hasta 1985.

## Biografía
En 1983 integraron el elenco que estrenó en París el exitoso espectáculo Tango Argentino de Claudio Segovia y Héctor Orezzoli, que impulsó el renacimiento mundial del tango y se mantuvo girando por el mundo durante una década, actuando en todas sus presentaciones. Los Frías luego de las continuidad en París, y de las presentaciones en Italia, Texas, Canadá y el City Hall de Nueva York y se retiraron del elenco a mediados de 1985, justo antes del estreno en Broadway, debido al nacimiento de su hija Johanna.
En 1989 participaron del espectáculo Tango mio, dirigido por Fernando Soler, y presentado en Buenos Aires.
Su esposo Luciano falleció en 2001, a los 46 años.